# Воже
Воже (рус. Воже) је језеро у Русији. Налази се на територији Вологодске области. Површина језера износи 416 km².